# Tadodaho

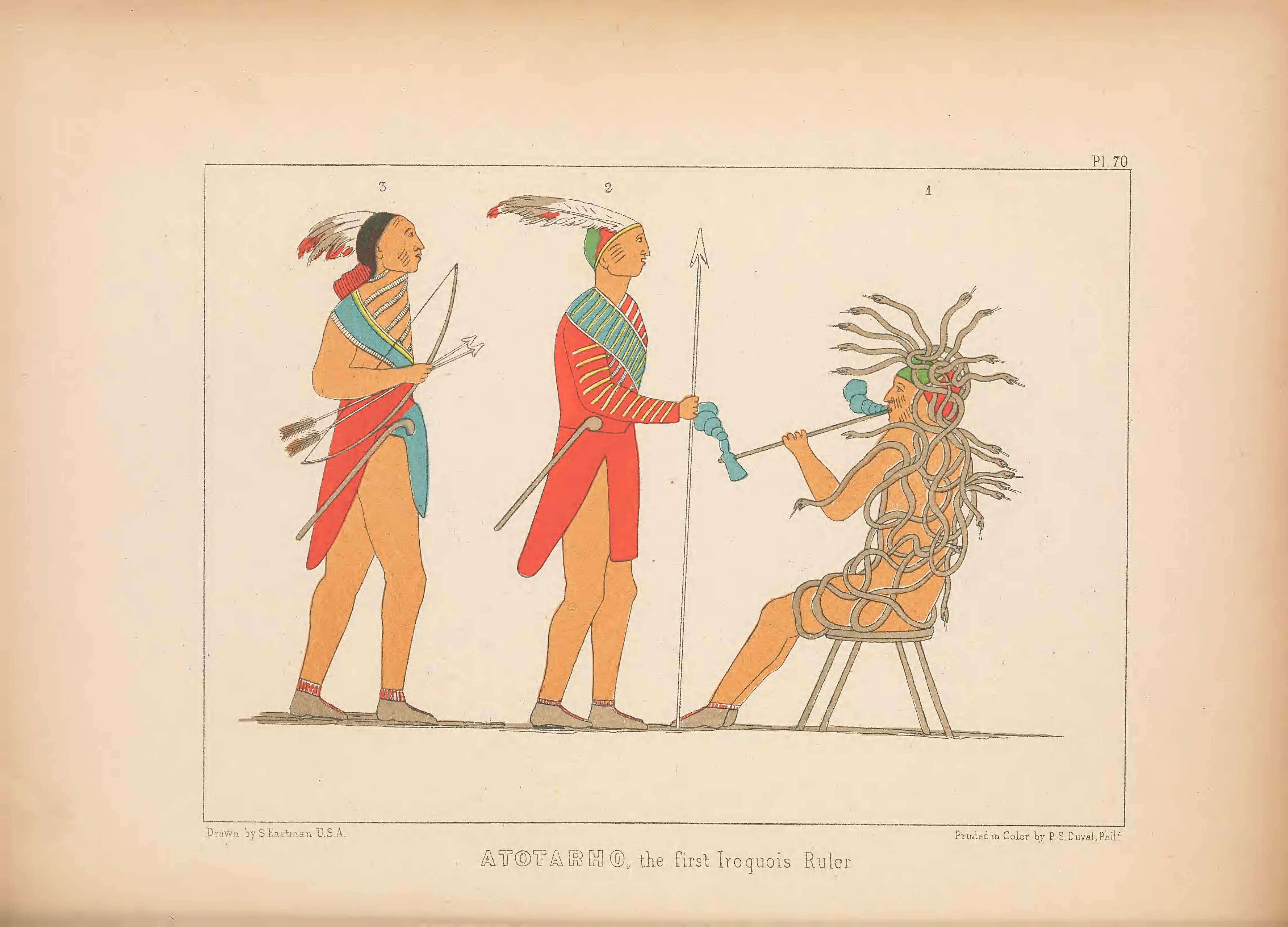
Atotarho el primer gobernante iroqués, dibujo de Seth Eastman, coloreado por P.S. Duval, publicado como lámina 70 en Historical and statistical information respecting the history, condition, and prospects of the Indian tribes of the United States.

Tadodaho (también llamado Tadadaho, Adodarhoh, Atartaho, Atotarho, Tatotarho, Thatotarho o Watatohtahro) fue un sachem de los onondaga en la época anterior a que Deganawidah y Hiawatha formaran la Haudenosaunee (Confederación Iroquesa). Según la leyenda era un jefe guerrero temido por sus habilidades sobrenaturales pero fue persuadido de apoyar la formación de la Confederación. Su nombre pasaría a ser el término con que se referían al jefe electo para presidir el Gran Consejo de la Confederación. Por tradición, los onondaga, como «guardianes del fuego del consejo», elegían tal cargo entre ellos, garantizando una enorme influencia para sí. 

## Leyenda
Su nombre significaba «enredado» o «deforme» porque en su cabellera tenía serpientes, con un «cuerpo torcido» y la capacidad de matar enemigos a gran distancia sin verlos. Era un brujo que gobernaba por el miedo y lideró exitosas incursiones contra los cayuga y seneca.
La instauración de la Gran Ley de la Paz se retrasó en tres oportunidades por sus acciones y el miedo que causaba. El mohawk Deganawidah y el onondaga Hiawatha decidieron reunir a los líderes tribales para acordar la paz. Cuando todos los jefes estaban convencidos menos él, hubo una primera reunión para conversar sobre la paz entre las tribus pero una hija de Hiawatha murió sorpresivamente, cancelando la asamblea. Una segunda reunión terminó igual por la muerte de otra hija de Hiawatha. En ambas Tadodaho no estaba presente. En una tercera ocasión si estaba presente y otra hija de Hiawatha falleció. A pesar de eso, Hiawatha decidió continuar la asamblea. Estos eventos se atribuyen a los poderes de Tadodaho.
Deganawidah y Hiawatha llevaron a los sachem cayuga, oneida, mohawk y onondaga al lago Canandaigua para cantar el «himno de paz». Cuando llegaron convencieron a los seneca de unírseles. Ahí Deganawidah anunció su intención de reunirse personalmente con Tadohaho en el lago Onondaga y enderezar su mente por considerar necesario su apoyo para conseguir la paz. Deganawidah y Hiawatha fueron a reunirse con Jigonhsasee para idear como lograr su favor. Ella hizo una ceremonia sagrada que aliviara el cuerpo y mente enfermos de Tadohaho en una reunión privada con él, luego Hiawatha peino la cabellera de Tadohaho y Deganawidah masajeo su cuerpo con hierbas y wampum. Tras esto, Tadohaho permitió a los onondaga participar de la reunión de paz. A cambio, fue nombrado «guardián del fuego» y encargado de presidir las asambleas que se llevaron a cabo en lago Onondaga.